# Metrosideros cordata
Metrosideros cordata är en myrtenväxtart som först beskrevs av Cyril Tenison White och William Douglas Francis, och fick sitt nu gällande namn av J.W.Dawson. Metrosideros cordata ingår i släktet Metrosideros och familjen myrtenväxter. Inga underarter finns listade i Catalogue of Life.